# Exyston variatus
Exyston variatus är en stekelart som beskrevs av Léon Abel Provancher 1877. Exyston variatus ingår i släktet Exyston och familjen brokparasitsteklar. Inga underarter finns listade i Catalogue of Life.